# Nuklearna elektrana Juraguá
NE Juraguá je nedovršena kubanska nuklearna elektrana blizu mjesta Juraguá u pokrajini Cienfuegos. Elektrana se sastoji od dva sovjetska reaktora V318 (planirano je četiri) kakvi su instalirani u nekoliko europskih zemalja.

## Preliminarni Sovjetsko-kubanski dogovori
Ekonomski i razvojni plan za razdoblje od 1981 do 1985. Godine, odobren na drugom kongresu komunističke partije Kube u prosincu 1980. godine. predvidio je daljnju industrijalizaciju zemlje za što će trebati povećati proizvodnju električne energije i to primarno iz nuklearnih elektrana.
U prosincu 1974 Fidel Castro javno obznanjuje namjeru Kube da izgradi nuklearnu elektranu pored mjesta Juraguá snage 4 puta 440MW. Izgradnja elektrane je trebala započeti negdje između 1977 i 1978 te je završetak izgradnje bio planiran za 1985. godinu. Pred navedene elektrane predviđena je izgradnja identične nuklearne elektrane u pokrajini Holguin.
Inicijalno je elektrana planirana na obali rijeke Arimao nekoliko kilometara sjeverno od grada Cienfuegos da bi početkom 1978. Fidel Castro objavio promjenu plana te naveo novu lokaciju elektrane blizu grada Juraguá.
Ugovor o izgradnji nuklearne elektrane Juraguá potpisan je s predstavnicima Sovjetskog saveza 1976. godine u sklopu većeg međudržavnog sporazuma.
Reaktori namijenjeni elektrani Juraguá prototipno su izgrađeni u Novovoronježu te su kao dokazani proizvod prodavani u zemljama istočne Europe i Finskoj.

## Priprema izgradnje
U sklopu pripreme izgradnje petogodišnji plan je predviđao izgradnju Centra za obuku nuklearnih tehničara i 400-500 kV dalekovida od NE Juraguá to Havane. Obučni centar je osnovan u veljači 1976. godine, a prve polaznike je primio tek u studenom 1981. Istovremeno je u periodu od 1976. do 1980. godine planirana i dovršena 220 kV mreža za cijelu državu, dok je izgradnja ključnog 400-500 kV dalekovoda od NE do Havane planirana za period od 1981 do 1985. godine (dalekovod nikad nije izgrađen).

## Izgradnja
Projekt koji je imao veliku ekonomsku i političku važnost prozvan je "Projektom stoljeća", te je trebao omogućiti kubansku neovisnost od uvozne sovjetske sirove nafte. Radovi na elektrani odnosno njenom prvom reaktoru započeti su 1983. godine, dok je izgradnja drugog reaktora započela dvije godine kasnije. 
Osim za Kubu bio je to i za Sovjetski savez iznimno zahtjevan projekt. Po prvi puta su sovjeti gradili nuklearnu elektranu u zapadnoj hemisferi te su logistički napori bili znatni. Projekt je uvelike kasnio zbog neefikasnosti rada na velikim udaljenostima. Dodatan uteg na projekt izazvala je nesreća u sovjetskoj nuklearnoj elektrani Černobil. Nakon černobilske nesreće kubanska strana je postrožila uvjete izgradnje i kontrolu kvalitete što je dodatno pridonijelo kašnjenju projekta. Bez obzira na sve probleme Kuba je ostala dosljedna razvoju civilnog nuklearnog programa.

## Prekid izgradnje
Raspadom Sovjetskog Saveza i početkom tzv. Specijalnog perioda mogućnost izgradnje nuklearne elektrane Juraguá postajali su sve manji. Bez podrške Sovjetskog saveza Kuba nije bila u stanju financijski podržati projekt. U trenutku kad je Fidel Castro 5. rujna 1992. službeno proglasio prekid radova na NE Juraguá  procjenjuje se da je prvi reaktor bio 97% gotov, dok je na drugom reaktoru napravljeno tek 20-30% radova.

## Reaktori
| Reaktor   | Tip reaktora | Netto snaga | Brutto snaga | Početak izgradnje | Završetak projekta |
| Juraguá-1 | WWER-440/318 | 417 MW      | 440 MW       | 01.10.1983        | 05.09.1992         |
| Juraguá-2 | WWER-440/318 | 417 MW      | 440 MW       | 01.02.1985        | 05.09.1992         |
| Juraguá-3 | WWER-440/318 | 408 MW      | 440 MW       | -                 | -                  |
| Juraguá-4 | WWER-440/318 | 408 MW      | 440 MW       | -                 | -                  |